# فهرست جایزه‌ها و نامزدی‌های جودی فاستر
فهرست زیر مجموعه جوایز و نامزدی‌های بازیگر و فیلم‌ساز جودی فاستر است که یکی از موفق‌ترین دوران خود می‌باشد. او در پنج دهه فعالیت کرده و نقدهای مثبتی نیز دریافت کرده است. فاستر برنده جوایز برجسته‌ای شامل دو جایزه اسکار٬ دو گلدن گلوب ٬ سه جایزه بفتا٬ یک جایزه ایندیپندنت اسپیریت و یک جایزه انجمن بازیگران فیلم و همچنین دو بار نامزی در جایزه امی ساعات پربیننده و یکبار جایزه امی برنامه‌های روزانه شده است.

## جوایز اسکار
| سال  | اثر نامزدشده | دسته                      | نتیجه    | منبع  |
| ---- | ------------ | ------------------------- | -------- | ----- |
| ۱۹۷۷ | راننده تاکسی | بازیگر نقش مکمل زن        | نامزدشده | [ ۱ ] |
| ۱۹۸۹ | متهم         | بازیگر نقش اول زن         | برنده    | [ ۲ ] |
| ۱۹۹۲ | سکوت بره‌ها   | بازیگر نقش اول زن         | برنده    | [ ۳ ] |
| ۱۹۹۵ | نل           | بازیگر نقش اول زن         | نامزدشده | [ ۴ ] |
| ۲۰۲۴ | نیاد         | بهترین بازیگر نقش مکمل زن | نامزدشده | [ ۵ ] |

## انجمن بازنشستگان آمریکا
| سال  | اثر نامزدشده | دسته                              | نتیجه    | منبع |
| ---- | ------------ | --------------------------------- | -------- | ---- |
| ۲۰۱۱ | سگ آبی       | - بهترین داستان عاشقانه رشد یافته | نامزدشده |      |

## اتحادیه زنان روزنامه‌نگار سینمایی
| سال  | اثر نامزدشده     | دسته                    | نتیجه    | منبع |
| ---- | ---------------- | ----------------------- | -------- | ---- |
| ۲۰۰۷ | شجاع (فیلم ۲۰۰۷) | - جایزه شجاع‌ترین عملکرد | نامزدشده |      |
| ۲۰۰۷ | —                | - جایزه تصویر زنان      | برنده    |      |